# Гвіздай
Гвіздай (пол. Gwizdaj) — село в Польщі, у гміні Переворськ Переворського повіту Підкарпатського воєводства.
Населення — 282 особи (2011).
У 1975-1998 роках село належало до Перемишльського воєводства.

## Демографія
Демографічна структура станом на 31 березня 2011 року:
|          | Загалом | Допрацездатний вік | Працездатний вік | Постпрацездатний вік |
| -------- | ------- | ------------------ | ---------------- | -------------------- |
| Чоловіки | 142     | 30                 | 97               | 15                   |
| Жінки    | 140     | 23                 | 86               | 31                   |
| Разом    | 282     | 53                 | 183              | 46                   |